# Lundy
Lundy es la isla más grande del canal de Brístol, que atraviesa 19 km de la costa de Devon, en Inglaterra, Nación constitutiva del Reino Unido, aproximadamente un tercio de la distancia del canal entre Inglaterra y Gales. Lundy presta su nombre a una de las Áreas Marítimas británicas.
En 2007, había una población residente de 28 personas, incluyendo voluntarios, como un guardia, un encargado de la isla y un granjero, además de los empleados de mantenimiento de un bar. La mayoría vive en o alrededor de un pueblo al sur de la isla. Muchos de los visitantes son excursionistas de un día, aunque hay 21 propiedades vacacionales y un campamento para visitantes, ubicados mayormente al sur de la isla.
En una votación de 2005 de los lectores de Radio Times, Lundy fue nombrada como la décima maravilla más grande de Britania. Toda la isla ha sido designada como Sitio de Especial Interés Científico y fue la primera Reserva Natural Marina de Inglaterra, debido a su flora y fauna única. Es manejada por Landmark Trust en nombre de National Trust for Places of Historic Interest or Natural Beauty|National Trust.

## Historia

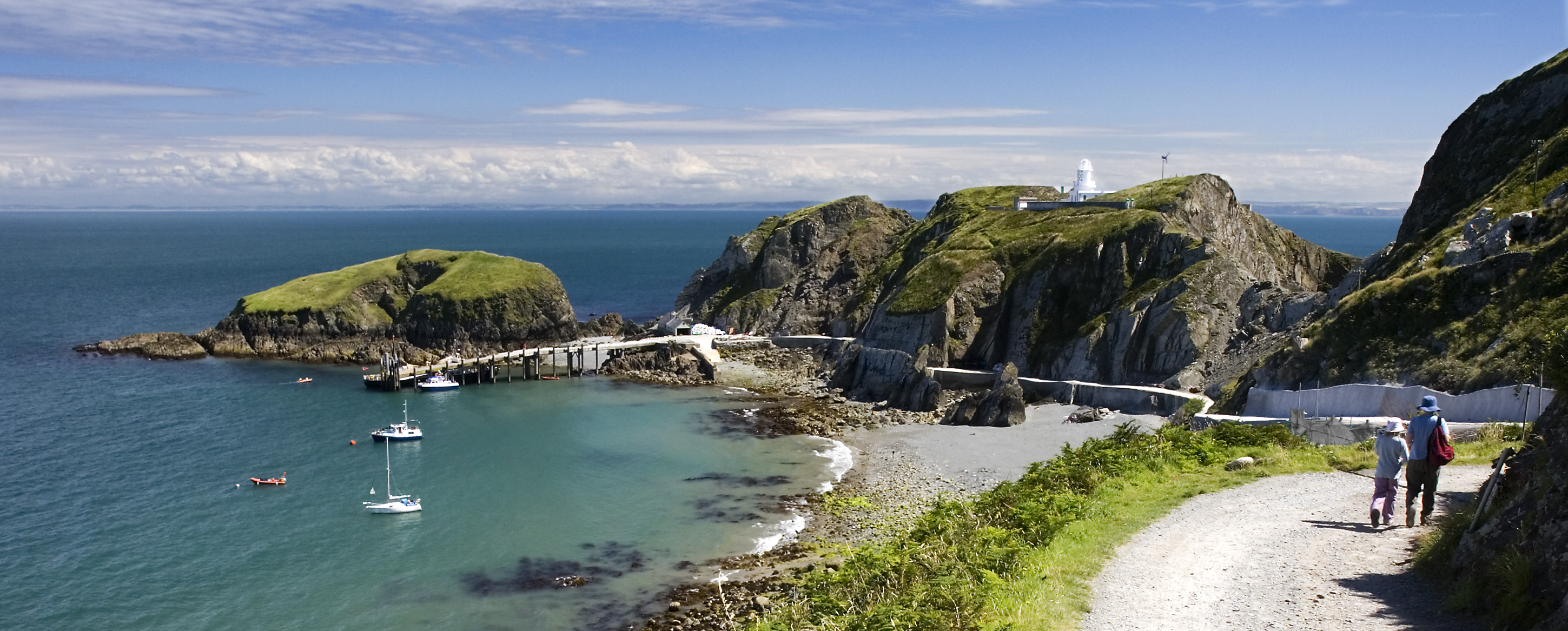
Puerto y embarcadero de Lundy.

Se piensa que el nombre Lundy viene de la palabra en nórdico antiguo para isla puffin, siendo puffin la denominación en inglés del frailecillo (Fratercula arctica). Sin embargo, existe una explicación alternativa, que se refiere a Lund como un bosquecillo de árboles, o un área arbolada.
Lundy presenta evidencia de visita u ocupación del período Neolítico en adelante, con trabajos en piedra del Mesolítico, montículos de tierra de la Edad del Bronce, cuatro tumbas de comienzos del Medioevo y un monasterio de principios de la Edad Media (posiblemente dedicado a Santa Helena).

### Cementerio de Beacon Hill

Esquema del cementerio de Beacon Hill.

El cementerio de Beacon Hill fue excavado por Charles Thomas en 1969. El cementerio contiene cuatro piedras inscritas que datan del siglo V o VI a. C. El sitio estaba originalmente rodeado por una zanja y un banco curvilíneo, que aún puede observarse desde la esquina sudoccidental. Sin embargo, las otras paredes fueron derribadas cuando se construyó la Old Light en 1819. Los antiguos cercados cristianos de este tipo son conocidos como lanns. Ejemplos perduran en Luxulyan en Cornwall; Mathry, Mydrim y Clydey en Gales; y Stowford, Jacobstowe, Lydford e Instow en Devon.
Thomas propuso una secuencia de cinco escenarios de uso del sitio:
(1) Un área de cabañas redondas y campos. Estas cabañas pueden haber caído en desuso tras la construcción del cementerio.
(2) La construcción de la tumba central, un cercado de piedra rectangular de 3.5 metros por 3 metros que contiene una simple tumba cista. El interior del cercado fue llenado con pequeñas piezas de granito. Otras dos tumbas de granito, ubicadas al oeste del cercado, también pueden ser de estos tiempos.
(3) Quizá 100 años después, la tumba central fue abierta y el relleno removido. En esta época, el cuerpo puede haber sido trasladado a la iglesia.
(4) y (5) Dos escenarios adicionales de construcción de tumbas cistas alrededor de la sepultura central. 
Durante la excavación se encontraron 23 tumbas cistas. Teniendo en cuenta que la excavación sólo cubrió una pequeña parte del cementerio, podría haber más de 100 tumbas.[cita requerida]

### Piedras inscritas

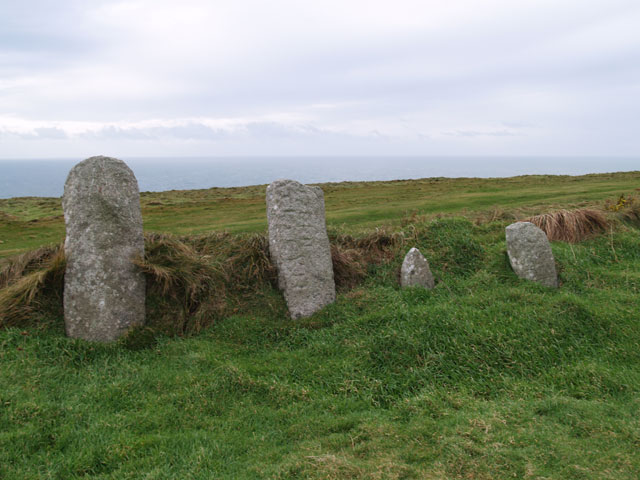
Piedras inscritas.

Se han encontrado cuatro piedras celtas inscritas en el cementerio de Beacon Hill:
1400 OPTIMI, o TIMI, el nombre es Latín y Masculino. Descubierta en 1962 por D. B. Hague.
1401 RESTEVTAE, o RESGEVT[A], Latín, Femenino. Descubierta en 1962 por D. B. Hague.
1402 POTIT[I], o [PO]TIT, Latín, Masculino. Descubierta en 1961 por K. S. Gardener y A. Langham.
1403 --]IGERNI [FIL]I TIGERNI, o --I]GERNI [FILI] [T]I[G]ERNI, Bretón, Masculino. Descubierta en 1905.

### Caballeros templarios
Lundy fue concedida a los Caballeros templarios por Enrique II en 1160. Los templarios fueron una importante fuerza marítima internacional en este tiempo, con intereses en Devon del Norte, y casi ciertamente un importante puerto en Bideford o en el río Taw en Barnstaple. Es probable que esto haya sido debido a la creciente amenaza de los invasores marítimos escandinavos, sin embargo es poco claro si tomaron alguna vez posesión de la isla. La propiedad fue disputada por la familia Marisco que deben haber estado en la isla durante el reino del rey Stephen. Los Marisco fueron multados, y la isla se le cortaron sus suministros necesarios. La debilidad de los templarios se evidenció en la isla cuando el rey Juan, en su ascensión en 1199, confirmó la temprana concesión.

### Guillermo de Marisco y los piratas

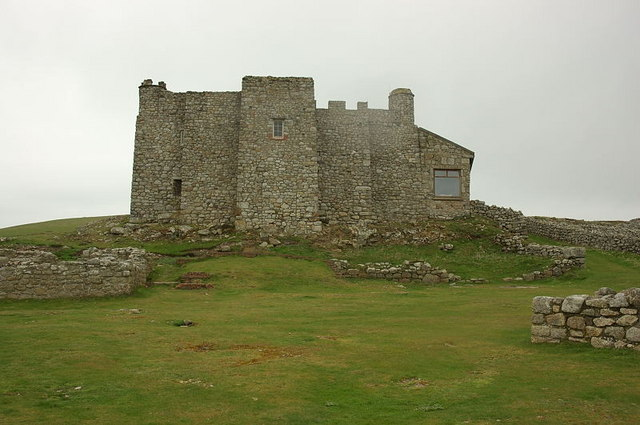
Castillo de Marisco.

Guillermo de Marisco estuvo implicado en el asesinato de Enrique Clement, uno de los mensajeros del rey, en 1235. En 1238 un hombre que confesó ser un agente de la familia Marisco intentó asesinar al rey. Guillermo de Marisco huyó a la isla, donde vivió como un rey virtual. Construyó una fortaleza en un área ahora conocida como el Bulls' Paradise, con paredes gruesas de 9 pies (3 m). Esto provocó un esfuerzo coordinado de deshacerse del próximo rey, Enrique III, de la familia. En 1242, el rey envió a sus mejores hombres a escalar el acantilado de la isla, y Guillermo de Marisco y 16 de sus cómplices fueron capturados. El rey construyó el castillo (a veces llamado erróneamente Castillo Marisco) en un intento de establecer el estado de derecho en la isla y en sus aguas circundantes.
Siguió un período de anarquía, con piratas ingleses y extranjeros y corsarios —incluidos otros miembros de la familia Marisco— tomando control de la isla por períodos cortos. Encontraron productivo el hecho de capturar a los muchos barcos mercantes de Bristol que traían mercancías valiosas del exterior. Debido a los guijarros de las orillas del caudaloso río Severn y del canal de Brístol, con su marea de 32 pies (10 m), la segunda más alta del mundo, los barcos estaban forzados a navegar cerca de Lundy.
Alrededor de 1645, Murat Reis del ejército otomano ocupó Lundy, tras ser expulsado por los Penn. Durante este tiempo hubo reportes de esclavos capturados enviados a Argel y de la bandera islámica sobrevolando Lundy.

### Guerra civil
En la Guerra Civil Inglesa, Thomas Bushell mantuvo Lundy por el rey Carlos I, reconstruyendo el castillo de Marisco y defendiendo la isla a sus expensas. Era amigo de Francis Bacon, un fuerte partidario de la causa realista y un experto en minería y monedas. Esta fue la última parte de las tierras realistas en capitular a las fuerzas parlamentarias, y sólo luego de un asedio de un año. Ricardo Fiennes, representando al general Fairfax, recibió la rendición.
En 1655 una fuerza de 40 barcos otomanos capturó Lundy, que luego sirvió como base principal de las operaciones navales y de corsarios en el Atlántico Norte hasta 1660, cuando fue adquirida por lord Say y Sele.

### SiglosXVIIIyXIX
Los siglos XVIII y XIX fueron años de caos en Lundy, particularmente durante la posesión de Thomas Benson, un miembro del parlamento por Barnstaple en 1747 y sheriff de Devon, que notoriamente usó la isla como vivienda para convictos que se suponía debían ser deportados. Benson alquiló Lundy a su dueño, lord Gower, a través de una renta de 60 libras por año y arregló con el Gobierno el transporte de un cargamento con convictos a Virginia, pero desvió el barco a Lundy para usar a los convictos como sus esclavos personales. Luego Benson estuvo involucrado en una estafa. Compró y aseguró el barco Nightingale y lo cargó con valioso peltre y lino. Habiendo despejado el babor en la península, el barco se dirigió a Lundy, donde la carga fue removida y guardada en una cueva construida por los convictos, antes de zarpar nuevamente. Algunos días más tarde, cuando en el regreso a casa fue divisado un buque, el Nightingale fue incendiado y hundido. La tripulación fue llevada por este barco, que desembarcó sin incidentes en Clovelly.
La fundación del primer faro fue realizada en 1787, pero este no fue construido hasta que la Casa Trinity obtuvo un contrato de arrendamiento de 999 años en 1819. La torre de 97 pies (30 m) fue diseñada por Daniel Asher Alexander y construida por Joseph Nelson a un costo de 36 000 libras. Debido a que el sitio está a 407 pies (124 m) sobre el mar, el más alto en Bretaña, el problema de la niebla no fue solucionado y The Fog Signal Battery fue construida alrededor de 1861 pero finalmente el faro fue abandonado en 1897 cuando los faros del Norte y Sur de Lundy fueron construidos.

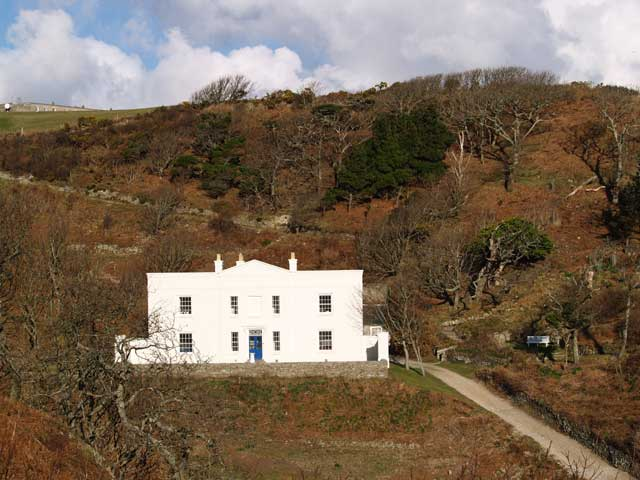
Casa Millcombe.

William Hudson Heaven compró Lundy en 1834, como refugio en el verano y para caza, a un costo de 9400 guineas. La declaró una "isla libre", y resistió exitosamente la jurisdicción de los magistrados de la península. Lundy fue como consecuencia referida a veces como "el reino de Heaven". De hecho pertenece al condado de Devon, y siempre ha sido parte de Braunton. Actualmente, muchas de las construcciones de la isla, incluyendo la iglesia de Santa Elena y la Casa Millcombe (al principio conocida simplemente como La Villa), datan del período de Heaven. La Villa de estilo georgiano fue construida en 1836. Sin embargo, el gasto de la construcción del camino de la playa (sin asistencia financiera provista por la Casa Trinity, a pesar del uso regular del camino tras la construcción de los faros), de la Villa y el costo general de gestionar la isla tuvo un efecto ruinoso en las finanzas de la familia, que fueron dañadas por las ganancias reducidas de sus plantaciones de azúcar en Jamaica.

### SiglosXXyXXI
William Heaven fue sucedido por su hijo el reverendo Hudson Grosset Heaven que, gracias a un legado de Sarah Langworthy (nacida Heaven), fue capaz de realizar la ambición de su vida, que era construir una iglesia de piedra en la isla. Santa Elena fue completada en 1896, y se mantiene en la actualidad como una conmemoración duradera del período de Heaven. Fue designada por el patrimonio inglés como edificio clasificado de 2° grado. Se dice que podía pagar una iglesia o un nuevo puerto. Sin embargo, su elección de la iglesia no fue la mejor para el interés financiero de la isla. La indisponibilidad del dinero para restablecer la solidez financiera de la familia, junto con la desastrosa inversión y especulación a comienzos del siglo XX, causó severas necesidades financieras.

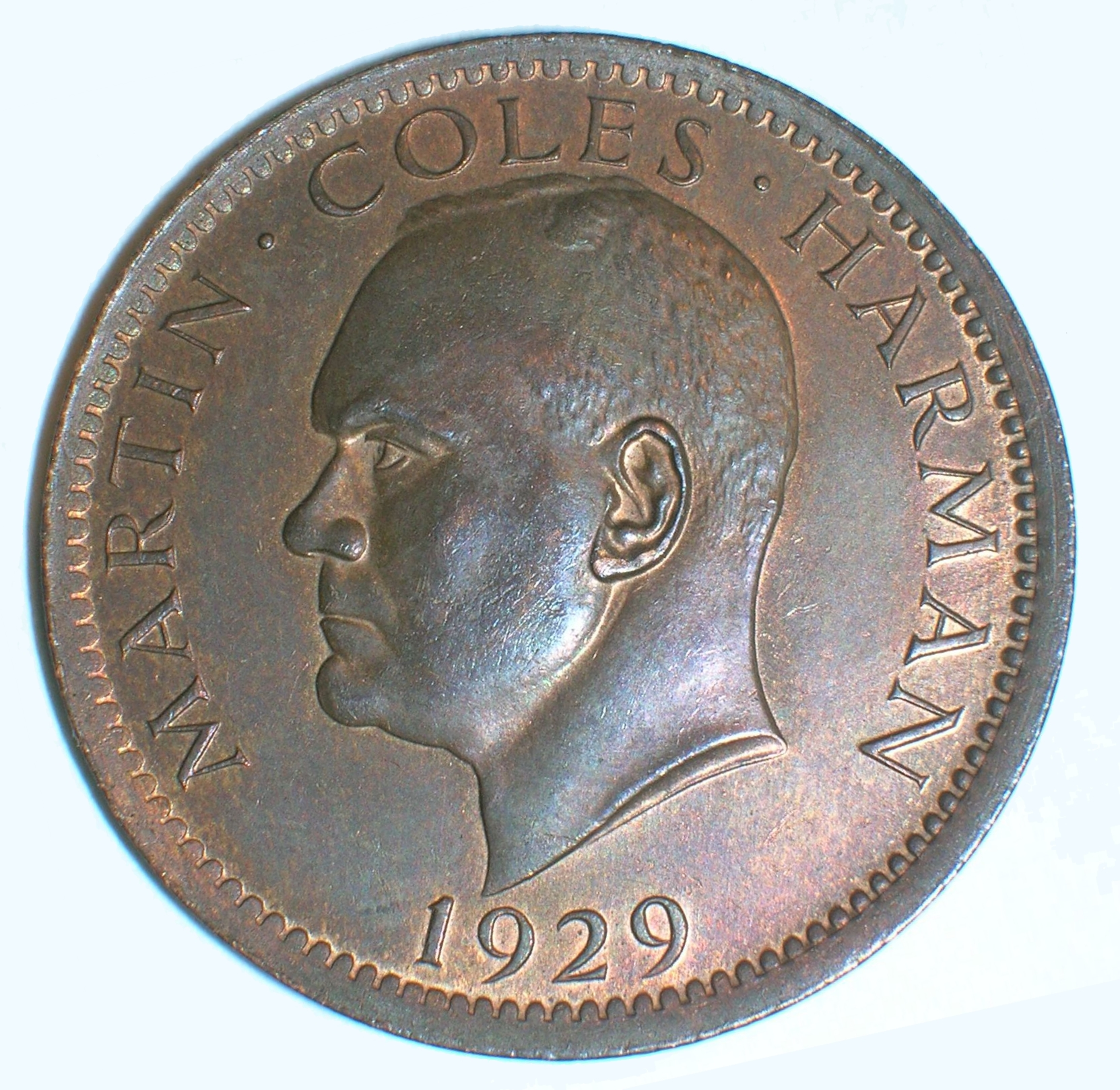
Una moneda Puffin de 1929, que muestra el retrato de Martin Coles Harman.

Hudson Heaven falleció en 1916, y fue sucedido por su sobrino, Walter Charles Hudson Heaven. Con el estallido de la Primera Guerra Mundial, la cuestión se deterioró seriamente, y en 1918 la familia vendió Lundy a Augusto Langham Christie. En 1924, la familia Christie vendió la isla junto con el contrato del correo y el "MV Lerina" a Martin Coles Harman, que se autoproclamó rey. Harman emitió en 1929 dos monedas de un valor de un Pufin y medio Pufin, nominalmente equivalentes al penique y al medio penique británico, resultando su prosecución bajo el Ley de Monedas de 1870 del Reino Unido. La Cámara de los Lores lo halló culpable en 1931, y fue multado con quince guineas. Las monedas fueron retraídas y se convirtieron en artículos colección. En 1965 una colección "fantasía" de cuatro monedas, algunas en oro, fue emitida para conmemorar los 40 años de la compra de la isla por parte de Harman. Falleció en 1954.
Sus residentes no pagaban impuestos al Reino Unido y tenían que pasar a través de aduanas cuando viajaban a, o fuera de Lundy. Aunque la isla era gobernada como un feudo virtual, su dueño jamás exigió que fuera independiente del Reino Unido, en contraste a las posteriores "micronaciones" territoriales.
Tras la muerte de Albion, hijo de Harman, en 1968, Lundy fue puesta en venta en 1969. Jack Hayward, un millonario británico compró la isla por 150 000 libras y se la dio a National Trust, que se la alquiló a Landmark Trust. Landmark Trust ha manejado la isla desde entonces, derivando sus ingresos de excursiones organizadas de un día y de casas vacacionales pequeñas.
La isla es visitada por 20 000 excursionistas al año, pero durante septiembre de 2007 tuvo que ser cerrada por varias semanas debido a un brote de norovirus.

## Geografía

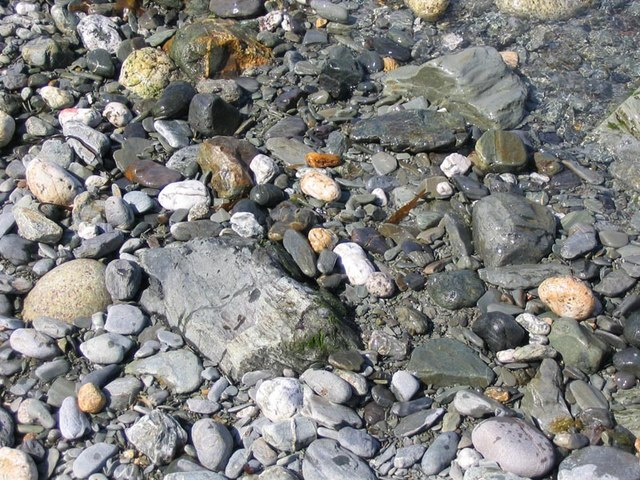
Granito de Lundy.

Lundy está ubicada en 51°10′37.8876″N 4°39′57.96″O / 51.177191000, -4.6661000 (51.177191, 4.6661). Se extiende por 3 millas (5 km) de norte a sur y 1 milla (1.6 km) de ancho, con un área de dos millas cuadradas (5.2 km²).

### Geología
La isla se compone ante todo de granito del período paleoceno, con pizarra en el extremo sur; la meseta está formada principalmente por limo, con algo de turba. Entre los diques ígneos, cortando el granito, hay un pequeño número compuesto de un orthophyre único. A esto se le dio el nombre de Lundyite en 1914, aunque el término —nunca definido con precisión— ha caído en desuso.

## Ecología

### Flora
Existe una especie de planta endémica, la col de Lundy (Coincya wrightii), una especie primitiva de brasicácea. Se halla principalmente a lo largo de la parte central y sur de la costa este de Lundy, con algunas poblaciones en la bahía Lametry, en la costa sur.
El lado oriental de la isla se ha infestado por rododendros (Rhododendron ponticum) pero se están realizando tareas para erradicar esta planta no nativa. La vegetación de la meseta está compuesta principalmente por brezos secos, con un área de Calluna seca hacia el final del norte de la isla, que también es rico en liquenes, tales como Teloschistes flavicans y varias especies de Cladonia y Parmelia. Otras áreas tienen también un mosaico de praderas ácidas, caracterizado por brezales y aulaga occidental (Ulex gallii), o praderas ácidas semi-mejoradas en las cuales el holco (Holcus lanatus) es abundante. Las comunidades Holcus/Armeria se encuentran principalmente en el lado occidental, y algunos sectores de helecho común (Pteridium aquilinum Kuhn (Hyppolepidaceae)) en el lado oriental.

### Fauna
Hasta 2006 se pensaba que la col de Lundy alimentaba dos especies endémicas de coleópteros. Se sabe que los coleópteros no son únicos en Lundy, pero ha sido descubierta una curculionoidea endémica, la pulga coleóptera del col de Lundy (Psylliodes luridipennis). La isla es hogar de la tarántula atípica (Atypus affinis), la única británica de la familia comedora de aves.

#### Aves
El número de frailecillos (Fratercula arctica), que puede haberle dado su nombre a la isla, decayó a fines del siglo XX y comienzos del siglo XXI, con la población reproducida de 2005 de una estimación de sólo dos o tres pares, como consecuencia de depredaciones por ratas negras (Rattus rattus) (que fueron eliminadas) y posiblemente también como resultado de la pesca comercial de anguilas de arena, la presa principal de los frailecillos.
Como una isla aislada con un mayor índice inmigratorio, Lundy tiene una rica vida de aves y es un sitio popular para la vista de aves. Hay muchas gavinas negras (Rissa tridactyla) en los nidos de los acantilados, además de alcas comunes (Alca torda), araos comunes (Uria aalge), gaviotas argénteas (Larus argentatus), gaviotas sombrías (Larus fuscus), fulmares (Fulmarus glacialis), cormoranes moñudos (Phalacrocorax aristotelis), ostreros comunes (Haematopus ostralegus), alondras comunes (Alauda arvensis), bisbitas del prado (Anthus pratensis), mirlos (Turdus merula), petirrojos (Erithacus rubecula) y pardillos comunes (Carduelis cannabina). También hay poblaciones más pequeñas de halcones peregrinos (Falco peregrinus) y cuervos comunes (Corvus corax).

#### Mamíferos

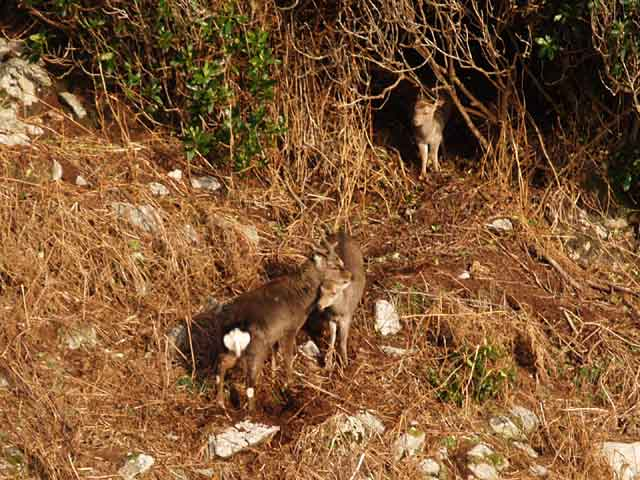
Ciervo Sika.

Lundy es hogar de varios mamíferos inusuales, la mayoría introducidos, incluyendo una raza distinta de poni salvaje, el Poni de Lundy. Hasta hace poco, Lundy y las islas Shiant en las Hébridas eran los únicos dos lugares en el Reino Unido donde podía ser encontrada la rata negra (Rattus rattus). Ha sido erradicada de la isla para proteger los nidos de las aves de mar. Otras especies que habitan en la isla son la foca gris (Halichoerus grypus), el ciervo sica (Cervus nippon), la musaraña pigmea (Sorex minutus) y cabras asilvestradas (Capra aegagrus hircus). Inusualmente, el 20 % de los conejos (Leporidae) de la isla son melanísticos en comparación con el 4 % típico del Reino Unido. A mediados de 2006, la población de conejos fue diezmada por mixomatosis, dejando sólo 60 pares de los 15-20 000 anteriores. Las ovejas Soay (Ovis aries) de la isla tienen un comportamiento diferente con respecto a los requerimientos nutricionales, la distribución de la comida y el riesgo de predación.

#### Hábitat marino
En 1971 fue realizada una propuesta por la Sociedad de Campo de Lundy para establecer una reserva marina. Provisión para el establecimiento de Reservas Marinas Naturales fue incluida en la Ley de Fauna y Flora y Paisaje de 1981, y el 21 de noviembre de 1986 el Ministerio del Medio Ambiente anunció la designación de una reserva estatuaria en Lundy.
Hay una importante variedad de fauna y flora y hábitats marinos, y un gran número de especies raras e inusuales en las aguas de Lundy, incluyendo macroalgas, esponjas, gorgonáceos y corales.

## Transporte

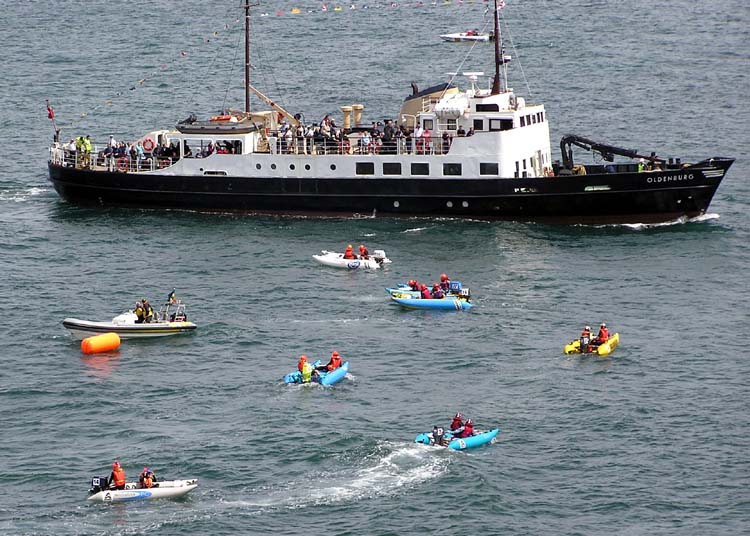
El transbordador Oldenburg de Lundy zarpa del puerto Ilfracombe, al norte de Devon. Junto a él, las lanchas ZapCat esperan el comienzo de una carrera en mar abierto.

Hay dos formas de llegar a Lundy, dependiendo de la temporada de viajes. Durante los meses de verano (abril a octubre) los visitantes son llevados en el buque propio de Landmark Trust, MS Oldenburg, que zarpa de Bideford y de Ilfracombe. Las navegaciones son normalmente tres días a la semana, los martes, jueves y sábados, con navegaciones adicionales los miércoles durante julio y agosto. El viaje es de dos horas, dependiendo de los puertos, la marea y el clima.
Durante los meses de invierno, (noviembre a marzo) el Oldenburg está fuera de servicio, y la isla es servida por un servicio programado de helicóptero desde el Punto Hartland. El helicóptero opera los lunes y viernes, con vuelos entre las 12 del mediodía y 2 p. m. El helipuerto es un campo en la parte superior del Punto Hartland, no muy lejos del faro.
El ingreso a Lundy es gratuito para cualquiera que llegue en un transporte programado. A los visitantes que llegan en transportes no programados se les cobra una entrada, con un cargo adicional para aquellos que utilizan luces de avión. Cualquiera que llegue a Lundy en un transporte no programado es también sujeto a una tasa adicional por el transporte de equipaje a la parte superior de la isla.
En 2007, Derek Green, el director general de Lundy, lanzó una solicitud para recaudar 250 000 libras para salvar el Camino de la Playa, de una milla de largo, que había sido dañado por lluvias fuertes y olas altas. El camino fue construido en la primera mitad del siglo XIX para proveer a la población un camino seguro a la parte superior de la isla, 120 metros (394 pies) sobre el único embarcadero.

## Alojamiento en la isla
Lundy tiene 23 fincas vacacionales para elegir, que hospedan de 1 a 14 personas. Esto incluye un faro, un castillo y una mansión victoriana. Varias de estas construcciones son realizadas con el granito de la isla. Todas tienen calefacción y muchas también tienen hornos de leña con un baño o ducha que dependen del tamaño. Las cocinas están completamente equipadas, dedicadas a aquellos que desean cocinarse para sí mismos.
La isla también tiene un campamento, al sur de la isla en el campo próximo al negocio. Tiene corrientes de agua caliente y fría, con duchas y baños en una construcción adyacente.

## Administración
La isla es administrada como parte del distrito de Torridge en el condado inglés de Devon. Pertenece a la circunscripción electoral de Clovelly Bay. Forma parte de la circunscripción electoral del diputado de la Torridge y Devon Occidental y la circunscripción del sudeste de Inglaterra para el Parlamento Europeo.

### Sellos
Debido a una baja en la población y a la falta de interés en el contrato de correo, la GPO terminó su presencia a finales de 1927. Para los próximos años, el "rey" Harman manejó el correo a la isla y desde ella sin cargo. El 1 de noviembre de 1929 decidió compensar el gasto a través de la emisión de una serie de sellos postales privados, con un valor expresado en puffins. La impresión de los sellos puffin continúa hoy en día. Deben ser puestas en la esquina superior izquierda del sobre, para que las oficinas de la península puedan procesarlas: su costo incluye los cargos normales de Royal Mail por envío. Las puffins son un tipo de sello conocido por los filatelistas como un "catálogo de porte local". Las emisiones de valor creciente fueron hechas en el curso de los años, incluyendo correo aéreo, y en ellas figura una variedad de personas. Muchas son, en la actualidad, altamente codiciadas por coleccionistas.

## Lectura adicional
- John Stack. Report from Practically Nowhere, 1959 ISBN 0-595-08918-6